# Alianza Atlético
Alianza Atlético is een Peruviaanse voetbalclub uit Sullana. De club is opgericht in 1920 opgericht en speelt in de Primera División Peruana.
Academia Cantolao · 
Alianza Lima · 
Alianza Universidad · 
Ayacucho · 
Binacional · 
Carlos Mannucci · 
CD Unión Comercio · 
Deportivo Municipal · 
FBC Melgar · 
Pirata FC · 
Real Garcilaso · 
Sport Boys · 
Sport Huancayo · 
Sporting Cristal · 
Universidad César Vallejo · 
Universidad San Martín de Porres · 
Universidad Técnica · 
Universitario de Deportes